# GSK-3β
GSK-3βまたはGSK3B（英: glycogen synthase kinase-3 beta）は、ヒトではGSK3B遺伝子にコードされる酵素（プロテインキナーゼ）である。GSK-3βの調節や発現の異常は、双極性障害の感受性の増大と関係している。

## 機能
GSK-3は、グリコーゲンシンターゼをリン酸化して不活性化する因子として同定された、プロリン指向性セリン/スレオニンキナーゼである。2種類のアイソザイムGSK-3αとGSK-3βのアミノ酸配列は高度な相同性を示す。GSK-3βはエネルギー代謝、神経細胞の発生やパターン形成に関与している。

## 疾患との関係
マウスでのGsk3b遺伝子座のホモ接合型破壊は、妊娠中期での致死となる。この致死表現型は、TNFの阻害によってレスキューされる。
ヒトのGSK3B遺伝子の2つのSNP、rs334558（-50T/C）とrs3755557（-1727A/T）は、双極性障害におけるリチウム治療の有効性と関係している。

## シグナル伝達経路
結節性硬化症モデルでは、TSC2の喪失によって引き起こされたGSK-3βの活性やタンパク質合成の変化は、ERK1/2の薬理的阻害によって回復することが示されている。

## 相互作用
GSK-3βは次に挙げる因子と相互作用することが示されている。
- AKAP11（英語版）[13]
- AXIN1[14][15]
- AXIN2[16][17]
- AR[18]
- CTNNB1[19][20]
- DNM1L（英語版）[21]
- KIAA1211L（英語版）[22]
- MACF1（英語版）[23]
- MUC1（英語版）[24][25]
- SMAD3[26]
- NOTCH1（英語版）[27]
- NOTCH2（英語版）[28]
- P53[29]
- PRKAR2A（英語版）[13]
- SGK3（英語版）[30]
- TSC2[14][31]

## 関連文献
- “Glycogen synthase kinase3 beta phosphorylates serine 33 of p53 and activates p53's transcriptional activity”. BMC Cell Biology 2:  12. (2001). doi:10.1186/1471-2121-2-12. PMC 35361. PMID 11483158.
- “Glycogen synthase kinase-3: functions in oncogenesis and development”. Biochimica et Biophysica Acta (BBA) - Reviews on Cancer 1114 (2–3):  147–62. (December 1992). doi:10.1016/0304-419X(92)90012-N. PMID 1333807.
- “Hyperphosphorylation of tau in PHF”. Neurobiology of Aging 16 (3):  365–71; discussion 371–80. (1995). doi:10.1016/0197-4580(95)00027-C. PMID 7566346.
- “Mood stabilizers, glycogen synthase kinase-3beta and cell survival”. Molecular Psychiatry 7 (Suppl 1):  S35-45. (2002). doi:10.1038/sj.mp.4001017. PMID 11986994.
- “GSK3beta signalling: casting a wide net in Alzheimer's disease”. Neuro-Signals 11 (5):  251–61. (2003). doi:10.1159/000067423. PMID 12566926.
- “GSK-3β inhibitor TWS119 attenuates rtPA-induced hemorrhagic transformation and activates the Wnt/β-catenin signaling pathway after acute ischemic stroke in rats”. Molecular Neurobiology 53 (10):  7028–7036. (December 2016). doi:10.1007/s12035-015-9607-2. PMC 4909586. PMID 26671619.
- “[Schizophrenia, neurodevelopment and glycogen synthase kinase-3]”. Harefuah 142 (8–9):  636–42, 644. (September 2003). PMID 14518171.
- “PTEN and GSK3beta: key regulators of progression to androgen-independent prostate cancer”. Oncogene 25 (3):  329–37. (January 2006). doi:10.1038/sj.onc.1209020. PMID 16421604.